# Rhopalodes perfusa
Rhopalodes perfusa là một loài bướm đêm trong họ Geometridae.